# 物部伊勢父根
物部伊勢父根（もののべ の いせ の ちちね）は、『日本書紀』等に伝わる古墳時代の豪族。姓は連。別名は物部至至（もののべ の ちち）。

## 概要
『日本書紀』継体天皇9年春2月条によれば、父根は百済の使者の文貴将軍の帰国に同行した。 同月には沙都嶋（巨済島）に移り、同年4月には、帯沙江に移動して、その6日後には伴跛が軍隊を起こし、父根を襲撃した。父根は恐怖し、逃亡して汶慕羅（朝鮮半島内の島で場所は不明）に至ったという。
『日本書紀』継体天皇23年春3月条によれば、父根は吉士老と共に百済に派遣され、津（港）を百済の王に与えた。しかし、加羅王は父根達に 「この津は官家（＝屯倉、倭国の直轄地）が設置されてから、我々が朝貢する際に利用する津です。どうして簡単に隣の国に与えられましょうか」と反発したため、父根達は百済に津を与えるのは難しいと考え、大嶋（朝鮮半島内の島で場所は不明）に帰ったという。
倭系百済官僚である物部麻奇牟（莫哥武とも）、物部用歌多、物部哥非、物部烏の父祖であるとする説が存在する。
『勿部将軍功徳記』に登場する百済の勿部珣を「物部珣」とし、物部氏の末裔とする説が有力である（倭の物部氏の末裔とも、倭系百済官僚の末裔とも）。